# Adriaen Jacobsz. Baert
Adriaen Jacobsz. Baert (Alkmaar,  28 april 1646 - Delft, 28 juni 1698) was advocaat voor het Hof van Holland, pensionaris van de Noord-Hollandse plaats Alkmaar en pensionaris van de stad Delft.

## Levensloop
Adriaen werd op 28 april 1646 geboren te Alkmaar in de toenmalige Republiek der Zeven Verenigde Nederlanden als het negende kind van 12 kinderen en vierde zoon van Jacob Cornelisz. Baert (1612-1668), thesaurier, notaris, vroedschap, schepen en burgemeester te Alkmaar en Catharina Willemsdr. Kessel (1614-1677), dochter van Willem Willemsz Kessel (ca. 1585-1645), lid van de Alkmaarse Vroedschap en Schepen van Alkmaar, en Guijrtgen Adriaensdr (ovl. 1656).
Adriaen huwde met Bartha van Wouw (1640-1695), dochter van Jan van Wouw en Hendrika Verwers. Zij overleed op 3 mei 1695 en is voor haar begrafenis op 7 mei 1695 "vervoerd naar 's-Gravenhage met 18 Lijckdragers". Adriaen hertrouwde op 24 januari 1696 met Margaretha Hoogenhouck (ged. 10 januari 1649 - 1735), dochter van Pieter van Hoogenhouck, Raad en burgemeester van Delft en Catharina van Ruyven. Zij is op 24 juni 1735 begraven in de Oude Kerk van Delft. Uit het eerste huwelijk zijn zeven kinderen geboren waarvan 5 jong overleden. De jongste, Jacob Adriaansz. (1682-1748) heeft diverse functies bekleed in Alkmaar en Schoonhoven.
Adriaen overleed op 28 juni 1698 en is op 3 juli 1698 begraven in de Oude Kerk van Delft.

## Loopbaan
Gedurende zijn leven heeft Adriaen een diversiteit aan functies bekleed in en om Alkmaar:
- Vanaf 1688 :  Advocaat voor de Hove van Holland
- 1674 - 1682: Schepen van Alkmaar
- 1680 - 1680: Weesmeester te Alkmaar
- 1682 - 1691: Pensionaris van Alkmaar
- 1691 - 1698: Pensionaris van Delft

Andere functies die Adriaen heeft bekleed maar waarvan de periode niet volledig duidelijk is:
- Hoofdingeland Zijpe en Hazepolder
- Secretaris Schermeer